# Cryptocephalus parvulus
Cryptocephalus parvulus is een keversoort uit de familie bladkevers (Chrysomelidae). De wetenschappelijke naam van de soort werd in 1776 gepubliceerd door Otto Frederik Müller.